# Rural City of Murray Bridge
Rural City of Murray Bridge är en kommun i Australien. Den ligger i delstaten South Australia, omkring 72 kilometer sydost om delstatshuvudstaden Adelaide. Antalet invånare är 20 579.
Följande samhällen finns i Murray Bridge:
- Murray Bridge
- Tailem Bend
- Mypolonga
- Jervois
- Wellington
- Monteith

Trakten runt Murray Bridge består till största delen av jordbruksmark. Runt Murray Bridge är det glesbefolkat, med 10 invånare per kvadratkilometer. Genomsnittlig årsnederbörd är 513 millimeter. Den regnigaste månaden är juni, med i genomsnitt 86 mm nederbörd, och den torraste är december, med 16 mm nederbörd.